# Time Trap
Time Trap es una película estadounidense de 2017 dirigida por Ben Foster y Mark Dennis. Está protagonizada por Brianne Howey, Cassidy Gifford, Olivia Draguicevich, Reiley McClendon y Andrew Wilson, y cuenta la historia de un grupo de estudiantes que están buscando a un profesor desaparecido en una ubicación remota del estado de Texas. Más tarde, descubren por accidente una cueva misteriosa. Mientras la exploran, el grupo experimenta una serie de eventos extraños y peligrosos relacionados con  distorsiones temporales.

## Reparto
- Brianne Howey como Jackie
- Andrew Wilson como Jason Hopper
- Cassidy Gifford como Cara
- Reiley McClendon como Taylor
- Olivia Draguicevich como Veeves
- Max Wright como Furby
- Hans Marrero como The Guardian